# USS LST-1040
O USS LST-1040 foi um navio de guerra norte-americano da classe LST que operou durante a Segunda Guerra Mundial.